# Токийский симфонический оркестр
Токийский симфонический оркестр (яп. 東京交響楽団, англ. Tokyo Symphony Orchestra) — японский симфонический оркестр. Основан в 1946 г., настоящее название получил в 1951 г. Сокращённо именуется яп. 東響 (Tōkyō) в отличие от Токийского столичного симфонического оркестра, именуемого яп. 都響 (Tokyō).
Помимо академического репертуара, оркестр регулярно записывает музыку к кинофильмам и компьютерным играм (в частности, к фильму «Возвращение Годзиллы»).

## Руководители оркестра
- Масаси Уэда (1945—1964)
- Кадзуёси Акияма (1964—2004)
- Юбер Судан (2004—2014)
- Джонатан Нотт (с 2014 г.)